# Paul Habraschka
Paul Habraschka, po II wojnie światowej Paweł Habraszka (ur. 16 listopada 1897 w Rozbarku, zm. 12 września 1969 w Hildesheim) – niemiecki poeta górniczy i humorysta.

## Życiorys
Urodził się w górniczej rodzinie Vincenza Habraschki i Albiny z domu Holetzek, początkowo mieszkali oni w kamienicy przy ulicy Groß Dombrowkaerstraße 1 (późniejsza ulica Brzezińska w Bytomiu), w 1910 roku przenieśli się do Rokitnicy. Jego ojciec pracował w bytomskiej kopalni węgla kamiennego Heinitz. Młody Paul 2 maja 1912 roku podjął pracę w bytomskiej kopalni węgla kamiennego Karsten-Zentrum jako uczeń zawodu górnika. W czasie I wojny światowej zgłosił się na ochotnika do wojska i służył na froncie zachodnim, gdzie w 1916 został ciężko ranny. 26 stycznia 1920 poślubił Bertę Piontek, z którą miał synów Joachima i Lothara. Po powrocie do zdrowia nadal pracował w kopalni i w 1924 przeżył poważny wypadek – był odcięty od świata na osiem godzin przez obryw skał.
Podczas II wojny światowej próbował dołączyć do zespołu propagandy, ale nie został zaakceptowany, a w 1941 roku został zwolniony członkostwa w Izbie Piśmiennictwa Rzeszy (zob. Izba Kultury Rzeszy).
W 1945 po wkroczeniu Armii Czerwonej na teren Śląska został zesłany do wyniszczającej pracy przymusowej do Związku Radzieckiego. Wraz z innymi towarzyszami niedoli pracował w kopalniach Donbasu, skąd udało mu się wraz z trzema innymi osobami uciec. Po roku przedostał na teren polskiej części Górnego Śląska, gdzie aresztowała go milicja i uwięziono go na dwa miesiące w Rokitnicy. W Polskiej Rzeczypospolitej Ludowej był aktywnym członkiem nielegalnie działającej mniejszości niemieckiej i był inwigilowany przez służbę bezpieczeństwa. 6 maja 1958 roku na zawsze opuścił ojczysty Śląsk i przeniósł się do RFN, do końca życia mieszkając w Hildesheim.

## Poglądy
W powstaniach śląskich i plebiscycie na Górnym Śląsku opowiedział się po stronie niemieckiej. W czasie II wojny światowej służył III Rzeszy. Poprzez swoją twórczość literacką działał na rzecz propagandy nazistowskiej, a po II wojnie światowej sławił Republikę Federalną Niemiec.

## Twórczość

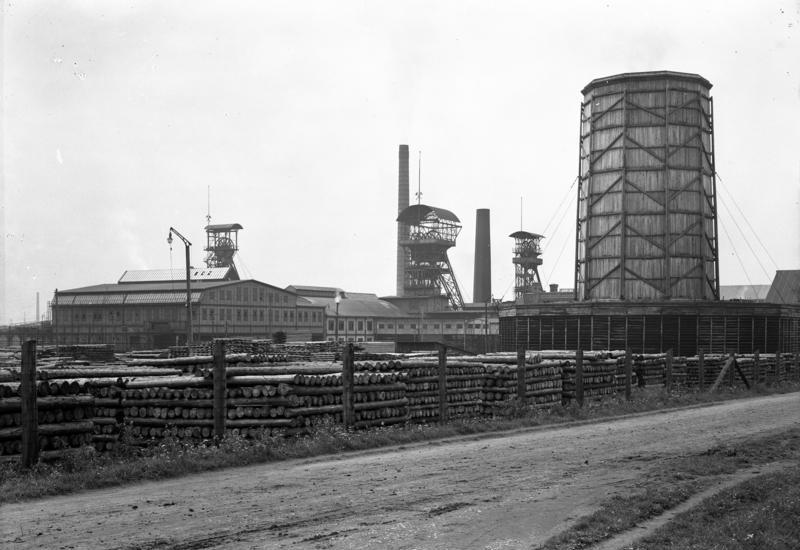
Kopalnia Karsten-Zentrum około 1930 roku

Po wypadku w kopalni Habraschka wpadł na pomysł opisania trudów górniczego życia, zarówno swojego, jak i kolegów. Najpierw powstały opowiadania i poezje – zadebiutował w czasopiśmie Der oberschlesischer Wanderer. W 1930 wydał pierwszy zbiór wierszy – In der Tiefe, a kolejne to „Des Bergmanns Feierschicht” (1932) i Nach der Schicht (1935). W 1940 ukazały się dwie powieści – Klenkohle oraz sensacyjna Grenzmarder, opisujące szmugiel na granicy niemiecko-polskiej. Oprócz tego Habraschka napisał liczne humoreski i historie dla dzieci i młodzieży, które wydane zostały w latach 40. i 60. XX wieku, a niektóre dopiero po jego śmierci.
Przeżycia związane z internowaniem opisał w autobiograficznej książce Meinen Tod will ich selber sterben! Erlebnisse als Internierter in der Sowjetunion (Chcę sam przeżyć moją śmierć! Przeżycia internowanego w Związku Radzieckim, 1967).
Twórczość Habraschki została wysoko oceniona przez krytyków literackich, jako prawdziwie i trafnie opisująca życie i pracę górników na Górnym Śląsku.